# Ermes di Atalanti
L'Ermes di Atalanti (in greco Ερμής της Αταλάντης) è una statua funeraria in marmo, avente come soggetto un giovane rappresentato come Ermes, messaggero degli dèi e psicopompo presso gli antichi Greci. Fu rinvenuta nella città greca di Atalanti, nella Ftiotide, ed è attualmente conservata presso il Museo archeologico nazionale di Atene.

## Storia
La statua fu concepita come scultura funeraria e posizionata nella tomba di un giovane - perciò si scelse la raffigurazione di Ermes, che è una divinità ctonia - datata al II secolo, anche se presumibilmente si tratta di una copia di una precedente statua risalente al IV secolo a.C. (o quantomeno di un'opera che richiama fortemente lo stile di quell'epoca). Fu scoperta nella piccola cittadina di Atalanti, da cui trae il suo nome, e trasferita ad Atene negli anni sessanta del XIX secolo.

## Descrizione
L'Ermes è conservato in maniera pressoché integra, risultando mancanti soltanto le dita della mano sinistra e l'indice della destra. La posizione della statua è chiastica e il peso viene scaricato prevalentemente sulla gamba sinistra, mentre la destra si presenta rilassata. Sul lato sinistro del corpo trattiene una clamide, che dalla spalla cade indietro, poi sul braccio e infine resta sospesa sopra al tronco d'albero, che funge da supporto; per i movimenti da cui è connotato il tessuto, la divinità resta conseguentemente nuda. Il braccio sinistro risulta piegato all'altezza del gomito, mentre quello destro pende liberamente sul lato. Probabilmente teneva degli oggetti in entrambe le mani, ma non si sono conservati (la sinistra impugnava il caduceo, il simbolo più identificativo di Ermes, e la destra un sacchetto).
La testa, leggermente rivolta a destra, presenta una folta capigliatura dalle ciocche corte e arruffate. Sebbene si tratti di una produzione del II secolo, sono visibili alcune chiare caratteristiche lisippee, perciò si può ritenere deliberatamente scolpita seguendo quello stile oppure si tratta proprio di una copia di un originale del IV secolo a.C. La statua, inoltre, ha delle affinità con altre sculture similari rinvenute ad Andro (l'Ermes di Andro) ed Aigio (l'Ermes di Aigio); nella versione di Atalanti si tratta di un'opera considerata precisa, ma eccessivamente severa e formale, priva della naturalezza, della delicatezza e della grazia che contraddistinguono la versione di Andro (sebbene, al contempo, la prima venga comunque ritenuta superiore all'Ermes di Egio).